# Charles I. de Blanchefort, marquis de Créquy

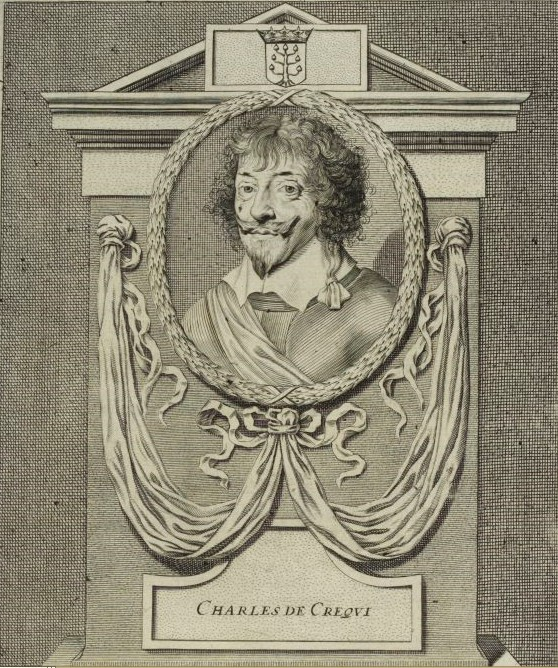
Charles I. de Blanchefort, marquis de Créquy (Druck, Standort: Musée de la Révolution française)

Charles I. de Blanchefort, marquis de Créquy (auch Créqui), Fürst von Poix, Ritter von Blanchefort, Créquy, Fressin und Canaples, ab 1626 Herzog von Lesdiguières und Pair von Frankreich, Marquis von Vizille und Treffort, Graf von Sault, Baron von Vienne-le-Chastel und La Tour-d'Aigues (* 1578; † 17. März 1638 bei Crema) war ein französischer Heerführer, Marschall von Frankreich und Offizier in einer der Französischen Garden.

## Leben
Charles war der Sohn des Antoine de Blanchefort. Er kämpfte zum ersten Mal vor Laon, 1594, wurde bei der Belagerung von Saint-Jean-d’Angély 1621 verwundet und im gleichen Jahr zum Marschall ernannt.
Im piemontesischen Feldzug zur Unterstützung Savoyens 1624 war er der Stellvertreter des Connétable François de Bonne, duc de Lesdiguières, dessen Tochter Madeleine er 1595 geheiratet hatte. Nach ihrem Tod veranlasste sein Schwiegervater ihn dazu Madeleines Halbschwester Françoise zu heiraten. Des Weiteren erbte er dessen Güter und Titel.
Charles war Generalstatthalter der Dauphiné, wurde 1633 Botschafter in Rom und Premier Gentilhomme de la Chambre du Roi, 1636 Botschafter in Venedig. Er kämpfte in den italienischen Feldzügen von 1630, 1635, 1636 und 1637. Bei der Belagerung von Crema 1638 fiel er.
Charles hatte eine jahrelange Auseinandersetzung mit Philipp, dem Bastard von Savoyen, die 1599 damit endete, dass er ihn im Duell tötete. 1620 verteidigte er den Comte de Saint-Aignan, der sein Kriegsgefangener war, gegen die Verfolgung durch Ludwig XIII.
Einige seiner Briefe sind in der Nationalbibliothek in Paris erhalten. Sein Leben wurde von Nicolas Chorier beschrieben (Grenoble 1683).
Sein ältester Sohn François de Bonne de Créquy, duc de Lesdiguires (1600–1677), Generalstatthalter und Gouverneur der Dauphiné, übernahm den Namen und das Wappen der Bonne. Der jüngere, Charles II. de Créquy, fiel bei der Belagerung von Chambry 1630. Er hinterließ drei Söhne: Charles III. de Blancheforrt, duc de Créquy, Alphonse de Créquy, comte de Canaples (1628–1711), der nach Erlöschen des älteren Zweiges der Familie 1703 der sechste und letzte Herzog von Lesdiguières wurde, und François de Créquy, marquis de Marines, Marschall von Frankreich.
Siehe auch Haus Blanchefort
| Personendaten    | Personendaten                                      |
| ---------------- | -------------------------------------------------- |
| NAME             | Charles I. de Blanchefort, marquis de Créquy       |
| ALTERNATIVNAMEN  | Créquy de Blanchefort, Charles de                  |
| KURZBESCHREIBUNG | französischer Heerführer; Marschall von Frankreich |
| GEBURTSDATUM     | 1578                                               |
| STERBEDATUM      | 17. März 1638                                      |
| STERBEORT        | bei Crema                                          |